# 嘉亨灣

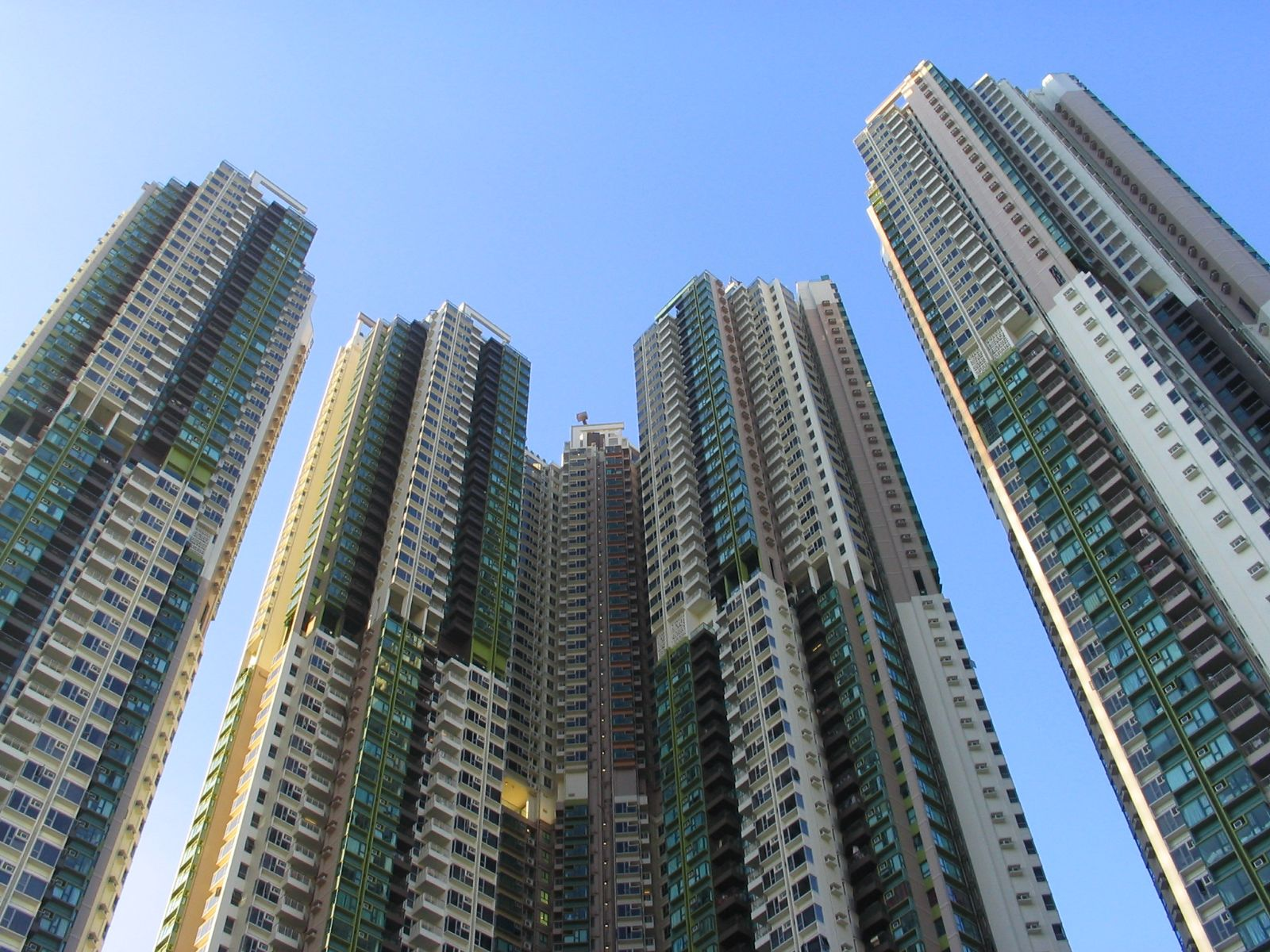
嘉亨灣共有5座樓高71至73層的住宅大廈

嘉亨灣（英語：Grand Promenade）是位於香港香港島西灣河太康街38號的一個私人屋苑，由恆基兆業及其成員公司中華煤氣合作發展和胡周黃建築師事務所設計，於2005年6月入伙。
嘉亨灣臨港島東海岸線而建，共設五座，提供2,020個住宅單位，每座樓高55至58層（不計樓高6層的基座和平台）。五幢住宅大樓採用曲尺形全方位向海排列，向海單位有維多利亞港、鯉魚門海峽、藍塘海峽或筲箕灣避風塘景色。屋苑內有住客會所、泳池等。嘉亨灣是寵物友善宜居的私人屋苑。
嘉亨灣為全港20大主要屋苑，亦為中原城市領先指數成份屋苑之一。根據2021年香港人口普查，嘉亨灣的主要職業收入中位數和家庭收入中位數為$45,000（全港第14位）及$67,300（全港第37位）。如按照《城市規劃條例》擬備的分區計劃，嘉亨灣則位於鰂魚涌。
設計而言，嘉亨灣其中三座（第2, 3 及5座）建築高219米，為香港第36高的建築。另外兩座建築物（第1及6座）高209米，是香港第63高的建築物。此外，嘉亨灣為港島東區最高的住宅大廈及第三高的摩天大樓，所以為區內的地標建築之一。

## 命名及歷史
嘉亨灣之命名寓意萬事亨通，「嘉」代表廣泛，多元化；「亨」代表路路亨通，暢順之意；「灣」指灣畔，顯示樓盤位處海旁之意。喻意該樓盤為港島區高質素臨海的萬事亨通理想居所。
嘉亨灣原址為西灣河渡輪碼頭，即內地段第8955號。因應政府1997年推行的房屋政策，經過法定所需程序後，1999年11月15日上述地皮被劃作「住宅附連公共車輛總站、商業及社區設施」地帶，以便重建作住宅用途，附設公共交通總站、社區會堂、社會福利及教育設施、商業用途及公眾停車場。。
2000年10月27日，政府推出港島東西灣河碼頭廣場地皮進行招標，招標章程聲明發展商須負責興建公共交通總站，以及毗鄰水警基地有關的設施。同年12月15日，由恒基地產聯同旗下的中華煤氣，以24.3億元奪得。2004年7月7日，嘉亨灣項目剛獲政府批出預售樓花同意書，預計可於當月內推出市場發售。

## 住宅
嘉亨灣臨海而建，由五幢樓高55至58層的住宅大廈組成（不計樓高6層的基座和平台）。屋苑共提供2,020個住宅單位，單位實用面積介乎293至2,170平方呎，建築面積由413至3,155平方呎，樓底高度為8呎6吋至13呎，間隔涵蓋一至五房。有逾九成單位享有海景，而每戶配置露台及工作平台。
第1座樓高63層、第2座（只有一二座有兩房半單位）、第3座 （页面存档备份，存于）(只有這座是一層四個單位,也是全嘉享灣最大的單位)和第5座各樓高65層、第6座樓高63層，高達219米，其中沒有第4座及沒有4、14、24、34、40、44、54及64樓，另外基座和平台樓高6層，因此出現頂樓為71樓及73樓。各座於47樓設有庇護層，7樓或8樓至頂層（71或73樓）屬住宅樓層，每層各設3至8伙單位 (第三座最高兩層各設3伙，其餘樓層設4伙；其他座數除了最高兩層設3至6伙外；其他樓層各設8伙)。各座配置四或五部升降機（第三座設4部；其他座數各設5部）。

### 標準單位
標準戶的實用面積由293至1,129平方呎，每戶配置露台，樓底高度為8呎6吋。有1房2廳、2房2廳、2房2廳及多用途房、3房2廳（連套房）、3房2廳（連套房）及工人套房等多種間隔可以選擇。兩房戶供應最多，佔供應量量約五成半，實用面積由424至504平方呎，建築面積由598至694平方呎。其中兩房連多用途房戶均位於第1、2座 D室。三房戶的實用面積則由662至1,129平方呎，建築面積由911至1,532平方呎。而當中一房戶只有56伙，實用面積由293至320平方呎，建築面積由413至438平方呎。

### 特色單位
高層相連戶設24伙，稱為「Top of The Town」位於各座最高兩層。單位實用面積介乎1,005至2,170平方呎，建築面積由1,453至3,155平方呎，間隔包括三至五房，各配置平台或連天台，享有環迴或遼闊海景。其中位處低一層之9伙相連戶，樓底高度約為10呎。頂層相連戶則有15伙，樓底高度約為13呎，均設有天台花園及按摩池。而第三座73樓A室除了是屋苑面積最大的2,170平方呎及5房（雙套房）間隔外，還有內置樓梯可直達天台花園。

## 屋苑設施
嘉亨灣設有13萬平方呎住客會所、園林式花園平台及空中花園。位於6樓的住客會所“Club@sea”設逾70項設施，分為休閒天地、健美世界、動感天地和家庭王國四大主題。設施包括25米室外恒溫泳池、臨海按摩池、慢跑徑、健身室、乒乓球室、保齡球室、桌球室、高爾夫球模擬器室、桑拿及蒸氣浴室、舞蹈室、卡拉OK室、電影院、遊戲室、鋼琴室、中樂室、Band房、廚藝練習室、温習室、佳釀廊、香薰水療中心、會所餐廳、豪華海景宴會廳以至私人寵物公園等。
此外，嘉亨灣於每幢住宅大樓的47樓闢建海天空中花園。基座地下設公共運輸交匯處，樓上有3層停車場，提供500個車位，由正誠保安服務有限公司管理。住客入口在太康街，實施24小時封閉式物業管理。嘉亨灣會所和住宅目前由偉邦物業管理管理，而會所餐廳由囍廚會所餐廳營運。
屋苑已實施建築物水安全計劃並獲水務署頒發「大廈優質供水認可計劃－食水（管理系統）」金證書。

## 生活配套
嘉亨灣毗鄰的鯉景灣地下設有餐廳集聚區「蘇豪東」，以及超級市場與日常用品連鎖店，而於港鐵西灣河站附近亦有民生商店、食肆，銀行、熟食中心及街市等。
社區康樂設施方面，附近有鰂魚涌公園、愛秩序灣公園、愛秩序灣海濱花園、西灣河海濱公園、港島東體育館、西灣河體育館、西灣河遊樂場、西灣河文娛中心、鯉魚門公園及度假村等。
嘉亨灣鄰近大型商場太古城中心和康怡廣場以及太古坊商業區。

## 交通
嘉亨灣交通便利，嘉亨灣距離港鐵西灣河站約5分鐘步程，乘港鐵去銅鑼灣及中環只需12及18分鐘，而距離鄰近大型商場太古城中心和康怡廣場以及太古坊核心商業區亦只約10分鐘步程。
而屋苑基座地下建有公共運輸交匯處，有巴士直達銅鑼灣、金鐘、中環、赤柱等地和小巴達柴灣。附近亦設置各類交通工具包括渡輪、巴士、小巴及電車，來往港九各區均十分方便快捷，故獲於不少於港島及九龍東工作讀書的租客垂青，尤其在中環、金鐘、灣仔及鰂魚涌上班的港漂及專業人士。同時亦吸引不少中產人士及區內和外區換樓客定居於此。
屋苑基座的中港客運車站有直通巴士由嘉亨灣經深圳灣口岸往番禺及順德、中山和珠海。嘉亨灣旁的西灣河碼頭有頻繁渡輪橫越維多利亞港往來觀塘及鯉魚門三家村，而另一旁的筲箕灣避風塘碼頭則有航線往來東龍島。

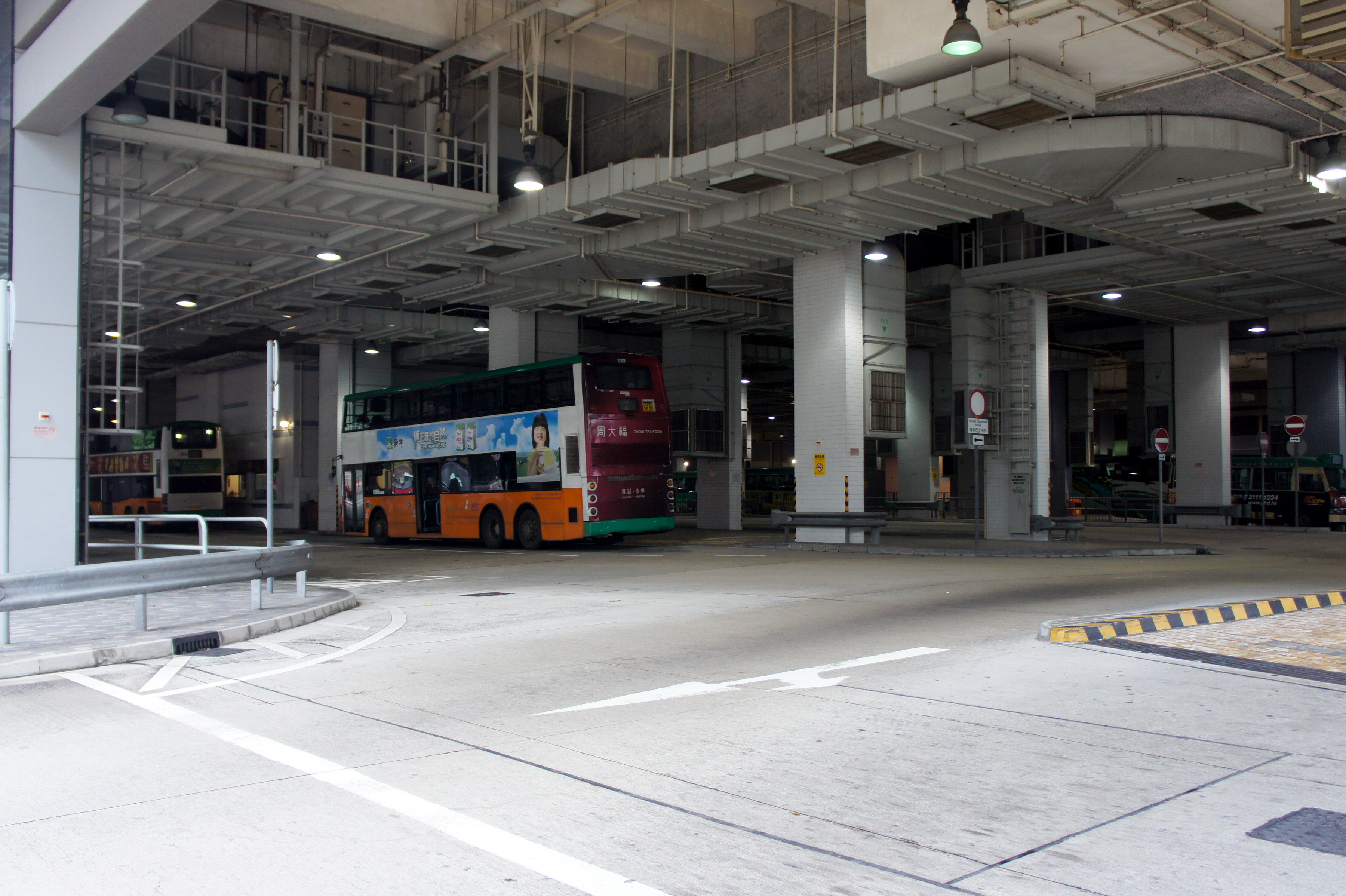
嘉亨灣巴士總站

## 教育
嘉亨灣納入中學港島東區校網，而小學則隸屬14號校網，包括番禺會所華仁小學、香港嘉諾撒學校、蘇浙小學、北角官立小學及北角循道學校等；中學則有庇理羅士女子中學、嘉諾撒書院、張祝珊英文中學、香港中國婦女會中學、聖馬可中學、港島民生書院及筲箕灣官立中學等。
屋苑亦鄰近香港韓國國際學校 (Korean International School of Hong Kong）、地利亞加拿大學校 (DSC International School Hong Kong）、英基鰂魚涌小學 (ESF Quarry Bay School）、蒙特梭利國際學校 (The International Montessori School)、雅惠國際幼稚園 (Grace Garden International Kindergarten）等國際學校。而由嘉亨灣去香港大學和香港樹仁大學需時約30分鐘。

## 人口
根據2021年香港人口普查，嘉亨灣人口為4,801人，人口特徵而言，年齡中位數為41.4歲，超過25%的人口為非華人。教育特徵而言，53.8%人口的最高教育程度為專上教育。
就經濟特徵而言，嘉亨灣的主要職業收入中位數和家庭收入中位數為$45,000（全港第14位）及$67,300（全港第37位），家庭住戶每月租金中位數為港元27,000。

## 圖片集

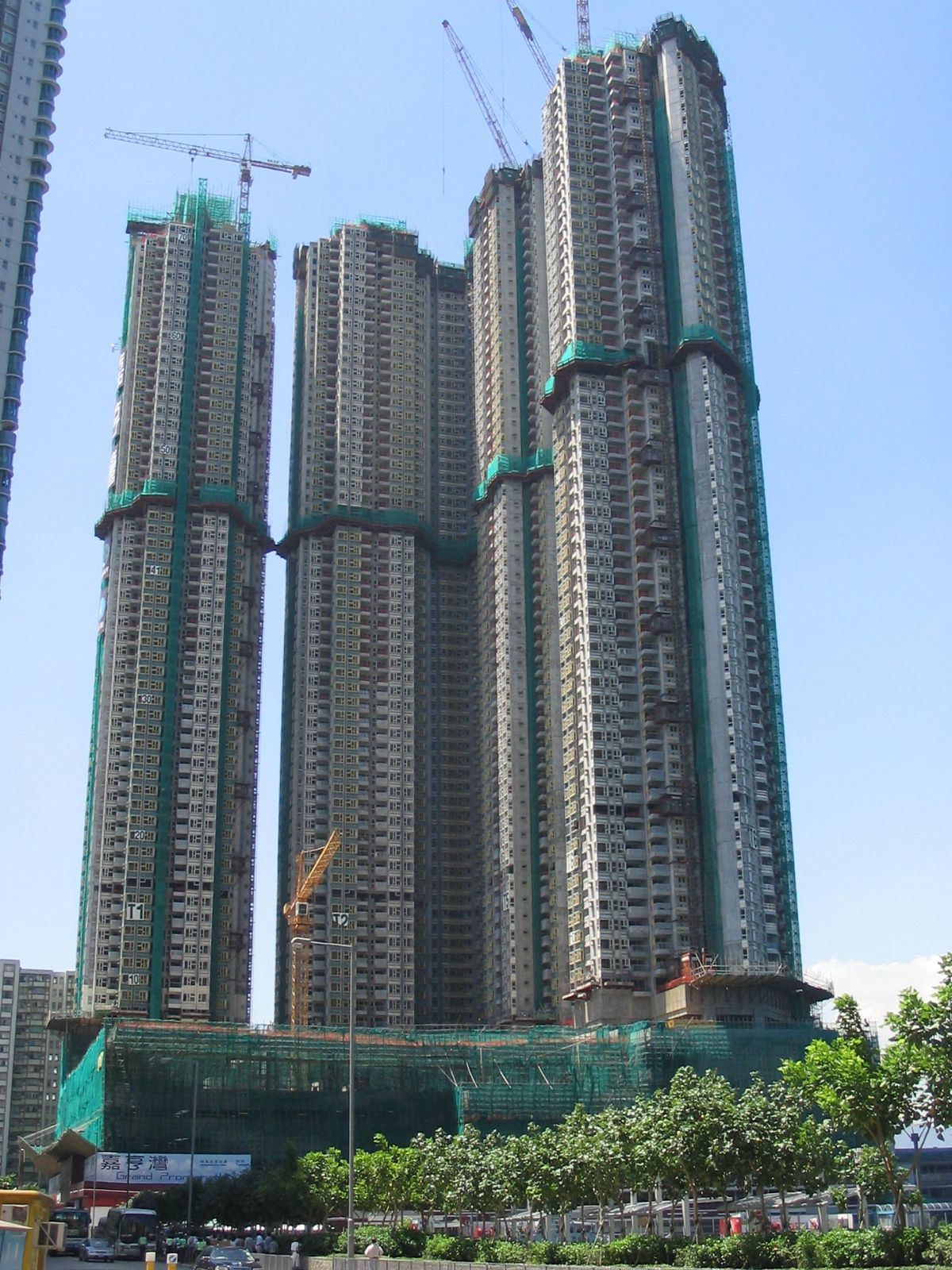
建築中的嘉亨灣（2004年8月）
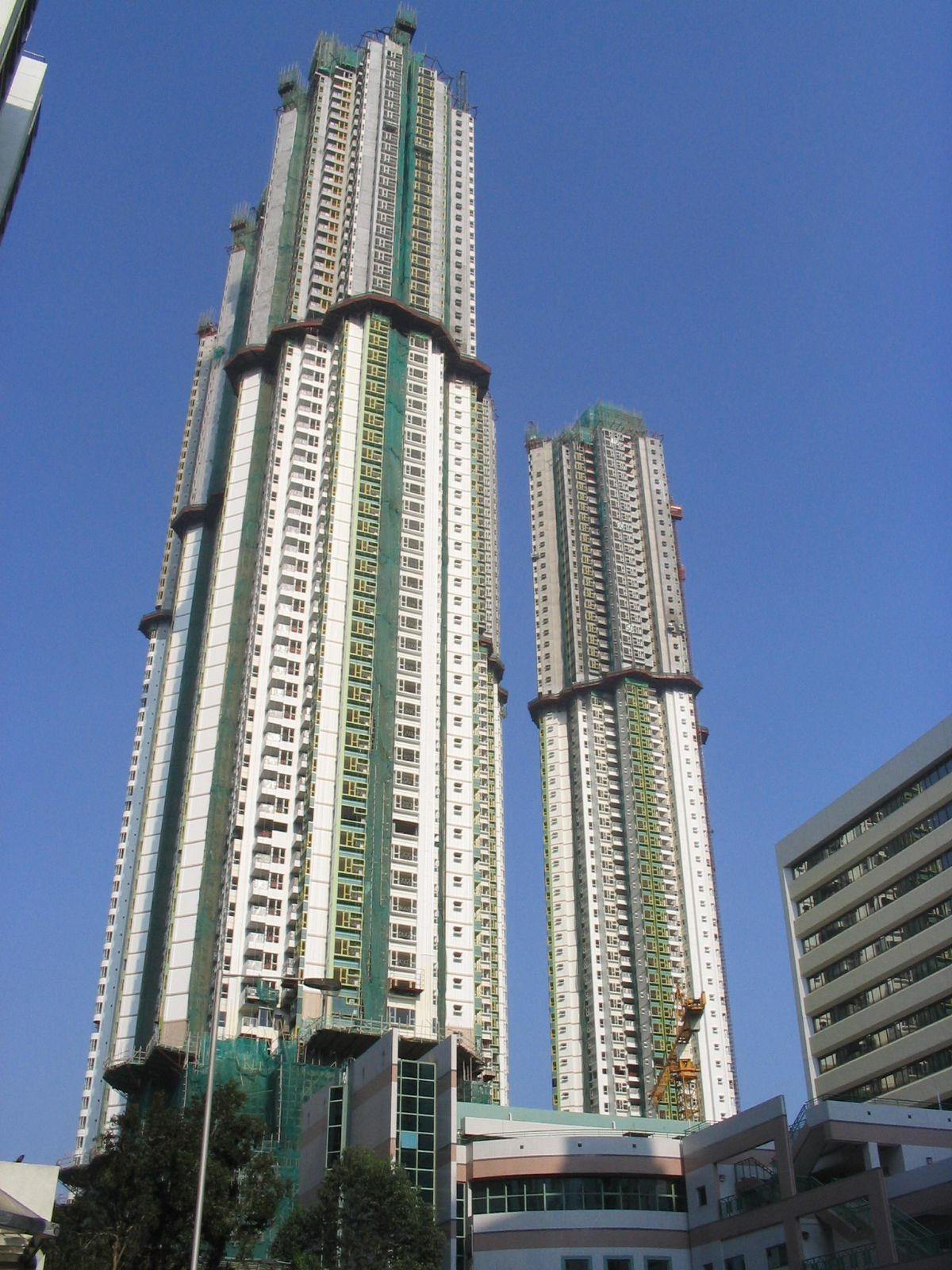
建築中的嘉亨灣（2004年12月）
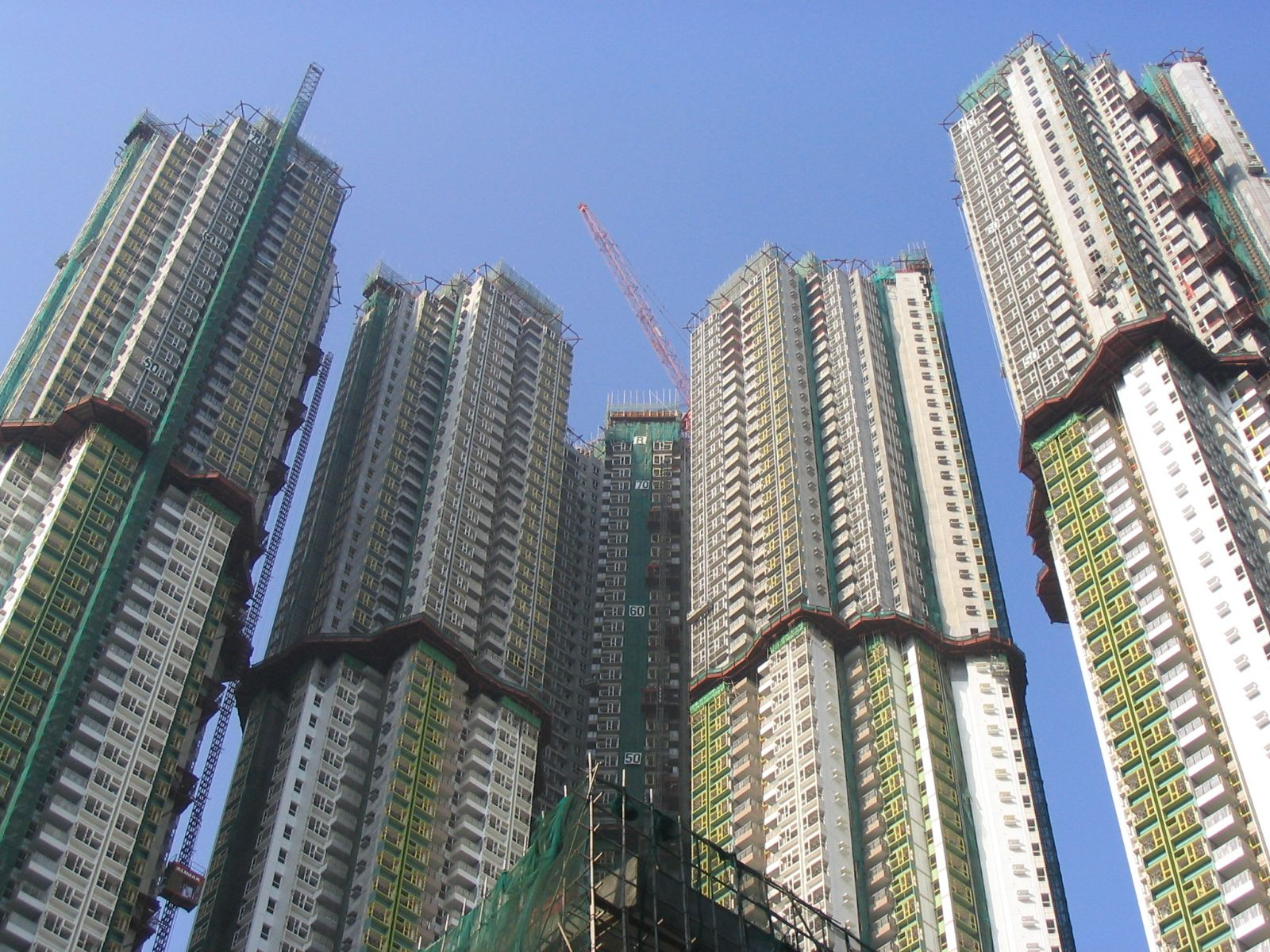
建築中的嘉亨灣（2004年12月）
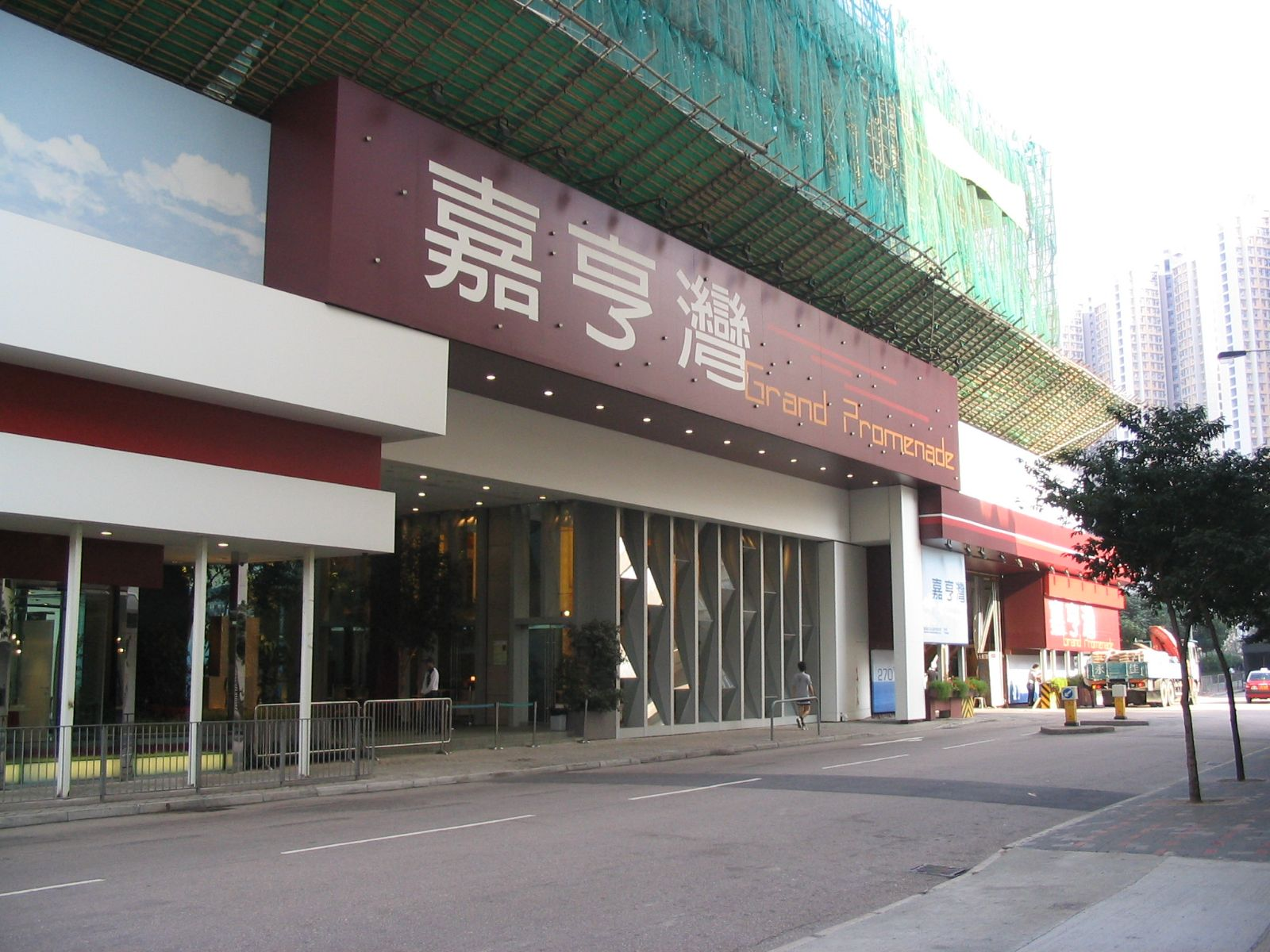
發展商在嘉亨灣地盤搭建的售樓處。
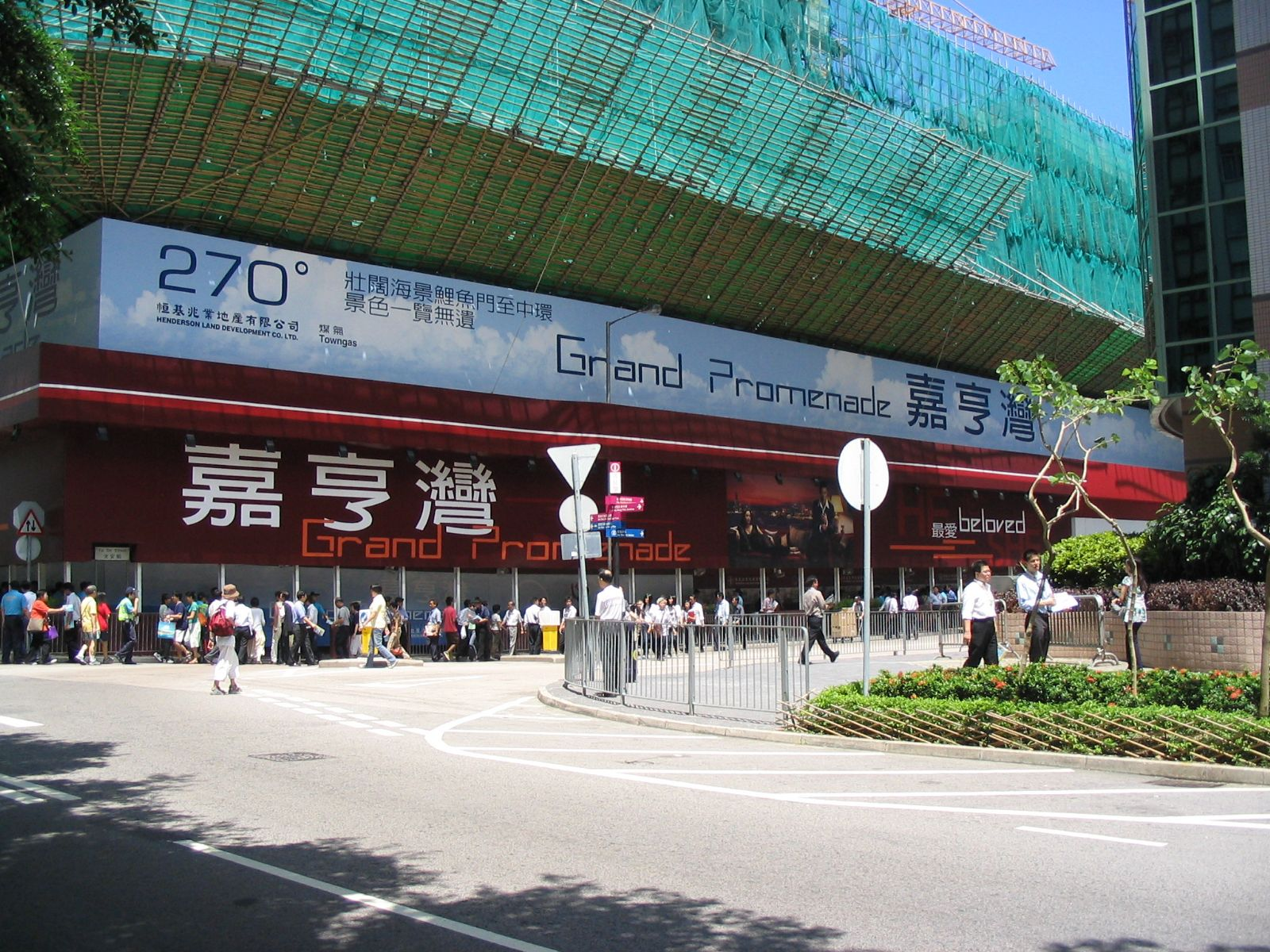
嘉亨灣2004年開售時售樓處情況。
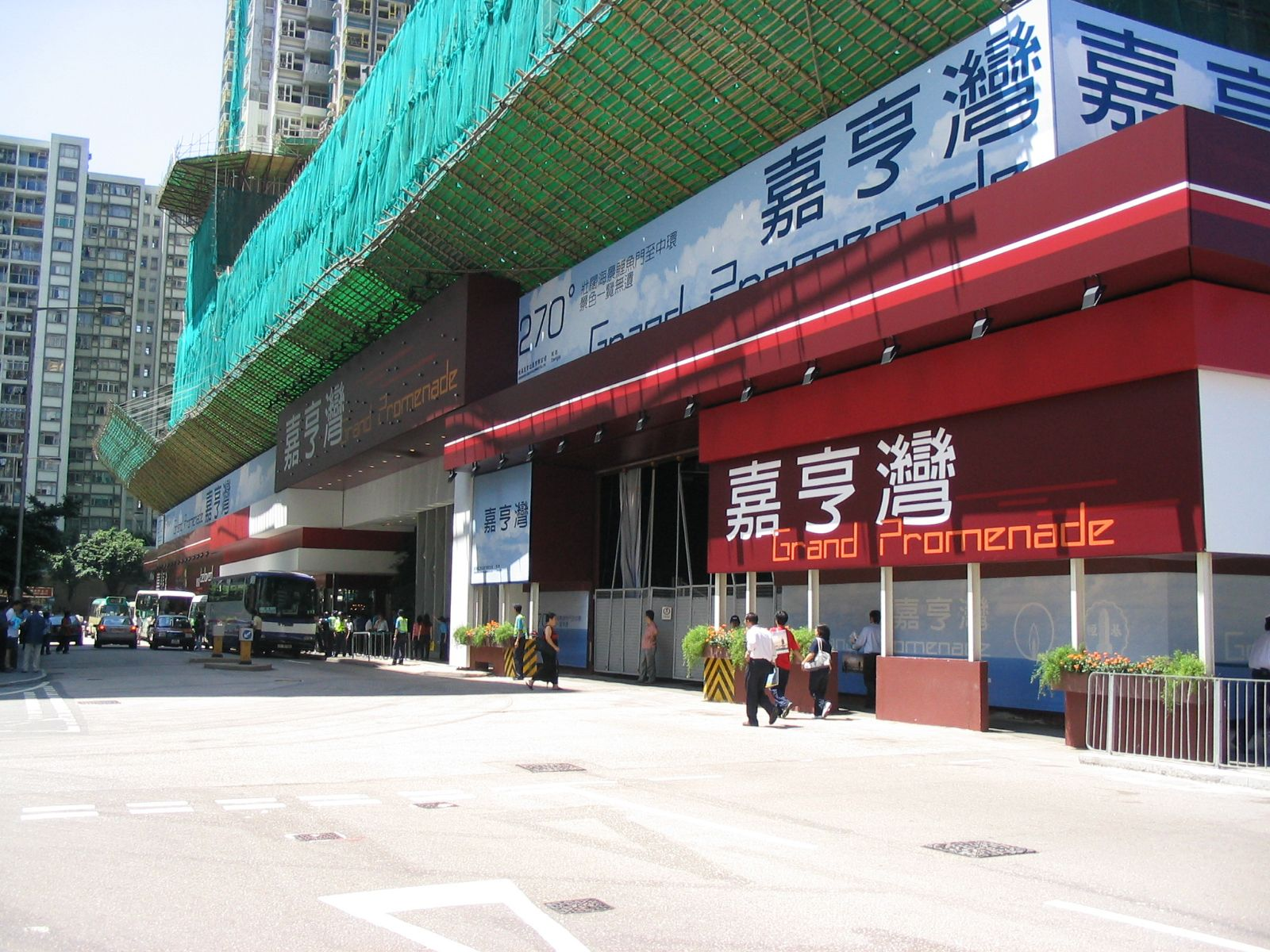
發展商以免費巴士接載參觀人士，乃香港常見的促銷樓盤做法。
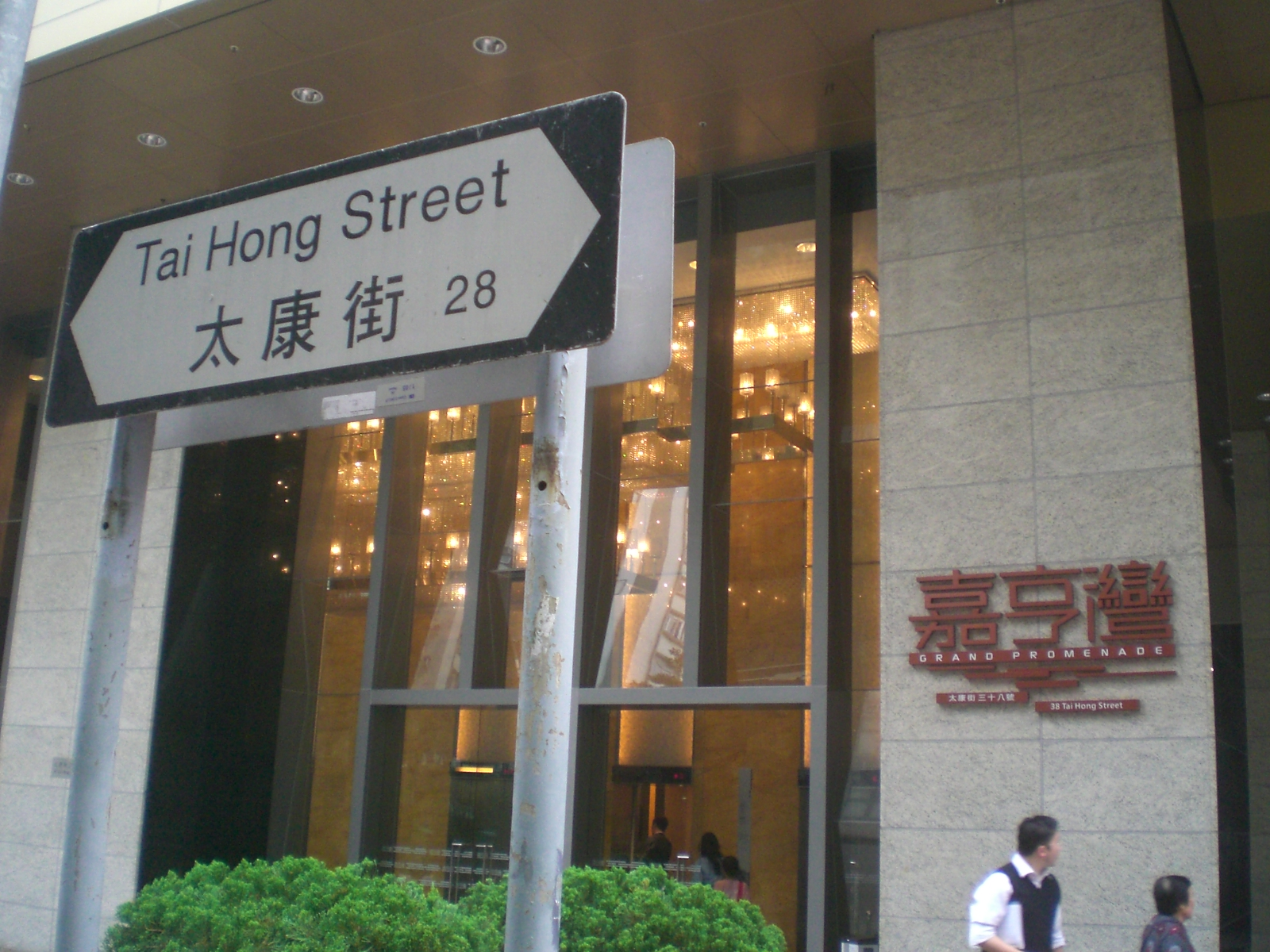
嘉亨灣入口
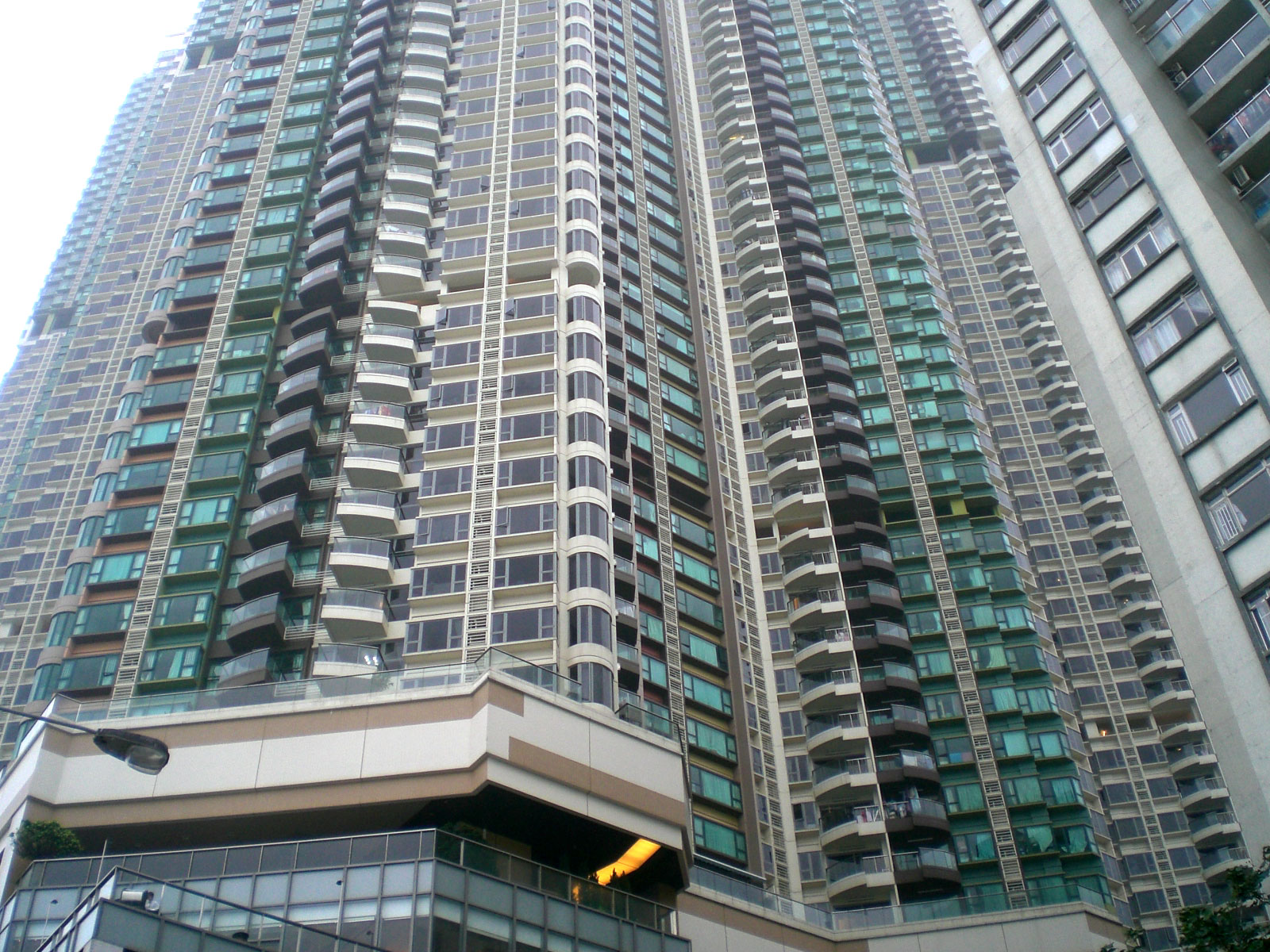
嘉亨灣近觀

## 入住知名人士及業主
- 梁安琪 （只為投資者，本人並不住在屋苑）[11]
- 張衛健[12]
- 張茜[12]
- 熊黛林[13]
- 黄又南[14]
- 利嘉閣地產總裁廖偉強
- 投資者黎汝遠[11]
- 投資者鄭躬洪及鄭躬明[11]
- 前業主麥玲玲
- 前業主星星地產主席陳文輝
- 前業主維達集團副主席余毅昉[15]

## 爭議

### 批地
2005年11月16日，審計署發表報告書，指前屋宇署署長梁展文在兼任建築事務監督期間，在審批建築圖則申請時，處理地盤分類（地盤有多少條邊向街）及公共巴士總站不計入建築樓面的過程不當，加上在地政總署反對下仍行駛酌情權額外批地，令恆基兆業以地面興建公共交通總站，而獲得公共交通總站的五倍豁免樓面面積而不用補付十足地價。事件引起市民及政府關注建築事務監督應否以批出額外樓面面積以換取撥作公共用途的地方時，如何行使酌情權的問題。
隨後，香港政府成立獨立調查小組，研究以上問題，成員包括終審法院非常任法官馬天敏、鄭漢鈞和資深大律師陳健強；預計約在3個月內向行政長官呈交報告。
2005年11月23日，恆基兆業於報章刊登聲明，指該公司是按香港法例向屋宇署申請，過程完全合法。隨後，審計署發表聲明，強調是次土地發展審查，是為找出附設政府設施的大型發展項目的批地安排，可予改善之地方。並重申香港政府已接納審計署的各項建議。
2005年11月24日，立法會政府帳目委員會舉行閉門會議，定於11月28日展開研訊，邀請梁展文、時任房屋及規劃地政局局長孫明揚等人出席。
2005年11月28日，香港近百名建築界、測量界、工程界、規劃界等人士於報章刊登廣告答謝梁展文，稱讚他處事進取、作風開放、勇於承擔等字句，該批支持者包括房協主席李頌熹、蘇慶和，及社區組織協會主任何喜華等。
同日，立法會政府帳目委員會舉行聆訊，但梁展文在開會前向高等法院作出司法覆核，指審計署在對其調查時，並無機會讓他回應。並認為審計署混淆梁氏在賣地前後的角色，犯上法律上的錯誤。(案件編號:HCAL 153/05)
其後，梁氏曾一度拒絕到立法會參與聆訊，直至其上司孫明揚下達訓令，梁氏才到立法會參與聆訊，但因「訓令」不包括梁氏如何回答問題，故梁氏以已進行司法程序為由，拒絕回答問題。令立法會政府帳目委員會主席黃宜弘決定暫停聆訊，並於12月1日傳召梁展文出席聆訊。
2006年2月15日，立法會政府賬目委員會對嘉亨灣發展項目的爭議提交報告書，就梁展文在嘉亨灣項目上行使酌情權以豁免涉及超過4億元之公帑並同時批出達30萬平方呎樓面面積給恆基地產，表示震驚及強烈不滿。7名賬目委員會成員亦就報告達成共識，使用上「不能接受」、「反對」及「極度遺憾」等字眼。然而，時事評論員馬嶽認為，梁展文已在2005年11月底提出休假退休，政府已很難在責任上對他作出追究，但其上司時任房屋及規劃地政局局長孫明揚需負上一定監督責任。時任公務員事務局局長俞宗怡就是否考慮對梁展文採取紀律處分認為言之尚早。
2006年5月，政府獨立調查小組報告被指為替梁展文平反。報告指梁展文在事件中雖有錯誤運用酌情權，但是其決定的程序屬恰當及合理，報告又指，雖然有關決定乃錯誤，然而不應該將責任歸咎或批評梁展文一人。梁展文亦於同月取消有關的司法覆核。
繼藍灣半島、數碼港、紅灣半島事件後，嘉亨灣事件的一連串風波再次令香港政府形象遭受不少影響，更被強烈批評有官商勾結之嫌。2008年8月，梁展文再被揭發以年薪312萬被新世界中國地產委任為執行董事及副董事總經理，引起政府官員與地產商利益輸送的爭議。

### 屏風樓
由於各大樓會阻擋區內通風，是故嘉亨灣於2006年被環保觸覺指為屏風樓。

## 同區屋苑
- 逸濤灣 (Les Saisons)
- 鯉景灣 (Lei King Wan)
- THE HOLBORN

## 外部連結
- 嘉亨灣官方網站（页面存档备份，存于）
- 審計署署長第45號報告書第3章（页面存档备份，存于）
- 恆基兆業就發展嘉亨灣過程所發出的聲明（页面存档备份，存于）
- 嘉亨灣新聞追蹤